# Géographie de la Colombie
La Colombie est un pays situé dans le coin nord-ouest de l'Amérique du Sud. Dans le sens des aiguilles d'une montre, en commençant par le nord, il est entouré par la mer des Caraïbes (mer bordière de l'océan Atlantique nord), le Venezuela, le Brésil, le Pérou, l'Équateur, l'océan Pacifique nord et le Panama, qui le relie à l'Amérique centrale. Bogota en est la capitale.
Ce pays occupe une superficie de 1 141 748 km2 de terre. La Colombie possède aussi quelques îles : Malpelo, Gorgona, Roncador Cay, Serrana Bank, Seranilla Bank et l'archipel de San Andrés, Providencia et Santa Catalina.
La Colombie comptait un peu plus de 49 millions d'habitants en 2018.

## Description générale
La Colombie est un pays du nord-ouest de l’Amérique du Sud. Les pays limitrophes sont le Venezuela à l’est, le Brésil au sud-est, le Pérou et l’Équateur au sud-ouest et le Panama au nord-ouest. À l'ouest, le pays possède une large façade sur l'océan Pacifique nord, tandis qu'au nord, il s'ouvre largement sur la mer des Caraïbes, mer bordière de l'Atlantique nord. Il est le seul pays d’Amérique du Sud à posséder des côtes sur deux océans, 1 600 km sur la mer des Caraïbes et 1 300 sur l’océan Pacifique. Le pays possède de nombreuses îles et archipels, dont l’archipel de San Andrés et Providencia, au large des côtes atlantiques du Nicaragua, situé en Amérique centrale. La Colombie a une superficie totale de 1 138 910 km2, elle est dotée d’un relief d’une grande diversité. 

## Géographie physique

Régions naturelles de Colombie.

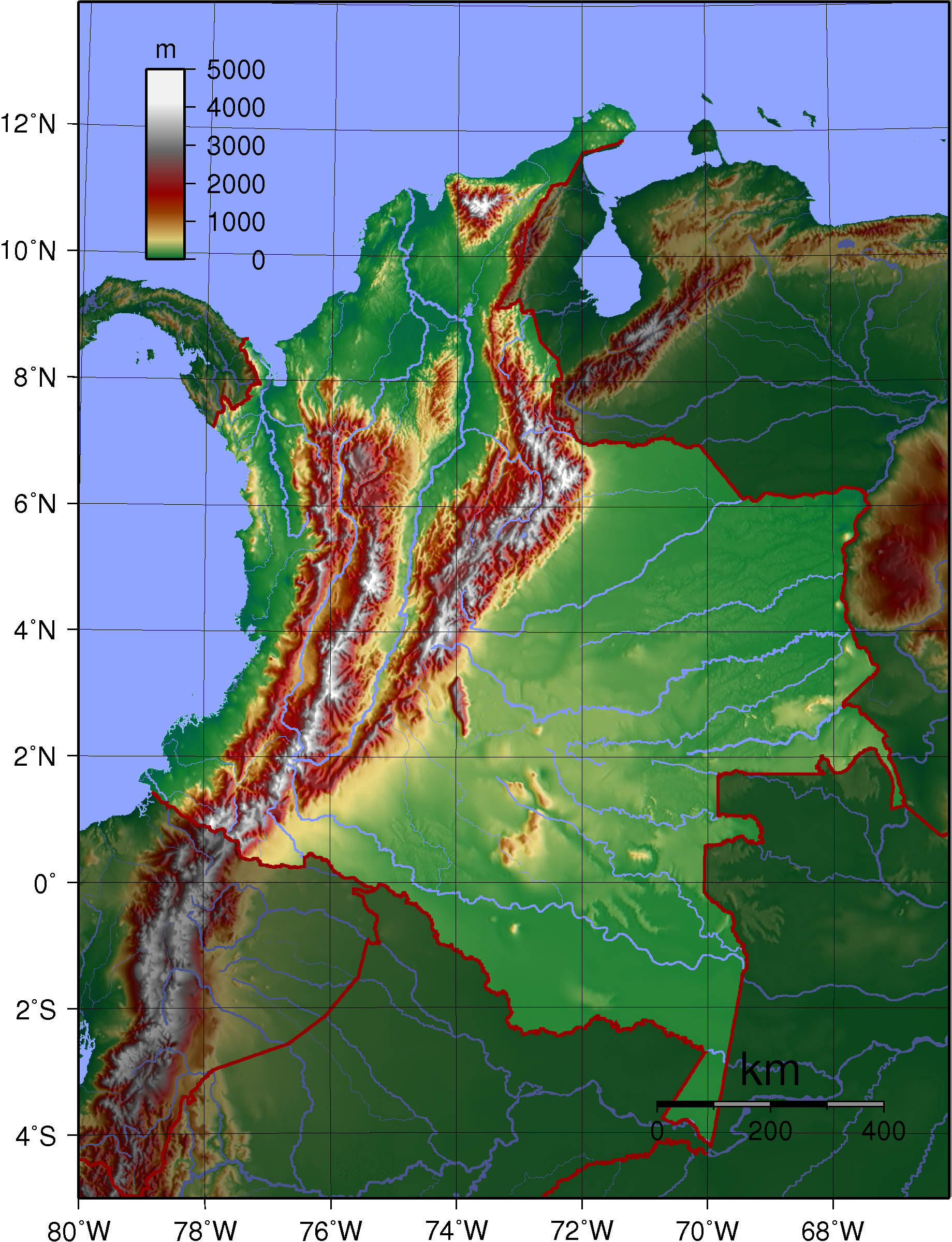
Topographie de la Colombie.

Le territoire colombien est divisé en plusieurs régions physiques bien différentes avec des caractéristiques propres.
- La région andine : La région andine est une région montagneuse où se concentre la majorité de la population du pays. Là se trouvent les plus grandes villes du pays dont Bogota, la capitale, Medellín et Cali. Dans cette région, les Andes se subdivisent en trois cordillères : Occidentale, Centrale et Orientale. C’est dans la cordillère centrale que l’on retrouve les plus hauts sommets, dont certains sont constamment couverts de neige comme les pics volcaniques du Nevado del Huila (5 750 m) ou du Nevado del Tolima (5 616 m).

- La région caribéenne : Elle est située au nord et comprend l’archipel de San Andrés et Providencia. Elle comporte une série de basses plaines souvent marécageuses, mais aussi une chaîne de montagne très élevée qui est isolée près de la côte et située dans l'axe de la cordillère Centrale. Le point culminant de Colombie est situé dans ce massif côtier, le plus haut au monde : la sierra Nevada de Santa Marta, avec son sommet, le pic Cristóbal Colón qui s’élève à 5 776 m. Dans la péninsule de Guajira, les précipitations tombent sous les 500 mm, donnant naissance à une région steppique peuplée notamment d'arbustes épineux et au désert de La Guajira.
Ailleurs la région est constituée de plaines alluviales souvent marécageuses avec des dépressions inondables lors des crues du río Magdalena, ce qui régularise le débit du fleuve. Ce sont les ciénagas. Les plus importantes sont la Ciénaga de Zapatosa (qui reçoit le río Cesar coulant du nord au sud vers le Magdalena), et la Ciénaga Grande de Santa Marta en bordure de la mer.

- La région du Pacifique : C'est une bande côtière de moins de 150 km de largeur moyenne, extrêmement arrosée et s'étendant de la frontière panaméenne jusqu'à celle de l'Équateur. D'est en ouest, elle va depuis les crêtes de la cordillère occidentale jusqu'aux rives du Pacifique et comprend donc non seulement les petites plaines côtières mais aussi le versant ouest de la cordillère des Andes. Tout près du littoral, dans la partie nord de la région, se trouve la Cordillère de Baudó qui se rapproche parfois de l'océan, y formant alors de hautes falaises. Ailleurs le littoral est formé de mangroves et de basses plaines. Partout la végétation est très abondante. Dans cette région sont situés la ville de Quibdó, ainsi que les ports de Buenaventura et de Tumaco, etc. Étant donné la pluviosité, la région possède un réseau très dense de fleuves et de rivières au débit très abondant, Les plus importants sont le río Atrato, le río San Juan, le río Patía et le río Baudó.

- La région de l’Orénoque : Cette région se caractérise par de vastes plaines herbeuses cultivables appelées Llanos, bases de l'économie de cette région. On y trouve la ville de Villavicencio.

- La région de l’Amazone : Finalement, il y a la région amazonienne, zone de forêt dense et de grands fleuves.

## Hydrographie
La Colombie a presque partout un réseau hydrographique riche, et parfois très riche (à l'exception de la zone steppique de La Guajira): cela est dû à l'abondance de la pluviosité moyenne. Le pays se trouve au centre d'une vaste zone parmi les plus arrosées de la planète (On recueillerait 13 230 mm d'eau par an à Lloro, sur la côte atlantique) et s'étendant sur l'Amérique centrale depuis le Yucatan mexicain, et les régions nord de l'Amérique du Sud jusqu'aux bouches de l'Amazone. De ce fait et de par son relief, le pays constitue ainsi un énorme château d'eau.
D'après Aquastat, la hauteur d'eau annuelle moyenne des précipitations est de 2 612 mm, soit pour une superficie de 1 138 910 km2, un volume de précipitations annuelles de 2 974,61 km3 (près de douze fois le chiffre de l'Allemagne qui est de 249,96 km3).
De ce volume précipité, l'évapo-transpiration et les infiltrations consomment plus ou moins 29 % - ce qui est fort peu - soit 862,61 km3. Restent pas moins de 2 112 km3 de ressources d'eau superficielle produites annuellement sur le territoire du pays (en interne).
À ces ressources de 2 112 km3 produites en interne, il faut ajouter quelque 20 km3 d'eau produits à l'étranger et qui font partie des ressources utilisables du pays, une fois la frontière franchie. Il s'agit du débit apporté de l'Équateur par diverses rivières. Compte tenu de ce petit apport, les ressources totales en eau du pays se montent annuellement à quelque 2 132 km3 (2 132 milliards de m3), soit pour une population estimée à 45 millions d'habitants en 2008, environ 47 350 m3 d'eau par habitant, ce qui doit être considéré comme extrêmement élevé.
Il faut ajouter qu'une énorme quantité d'eau quitte annuellement le territoire à destination de ses voisins : 1 057 km3, et ce à raison de 546 km3 annuellement en direction du bassin de l'Amazone (territoires du Brésil et du Pérou) et de 511 kilomètres cubes par an vers le Venezuela, au profit avant tout de l'Orénoque, mais aussi du bassin du lac Maracaibo (río Catatumbo).

### Bassin des régions andine et caraïbe

Bassin des régions andine et caraïbe (362000 km2).

Le fleuve principal du pays est le Río Magdalena qui coule du sud vers le nord entre les chaînes de montagnes centrales et orientales. Il traverse la quasi-totalité du pays et se jette dans la mer des Caraïbes.
Son affluent principal, le Río Cauca est tout aussi important, son bassin comprenant notamment les grands cités de Medellín et de Cali.
Le Río Atrato, long de 750 km, est une importante voie navigable sur plus de 500 km. Son bassin versant a une surface de 45 000 km2.

### Bassin de la région pacifique

Bassin de la région pacifique (88000 km2).

C'est dans la région pacifique que l'on trouve le réseau hydrographique le plus dense. La pluviosité de la région est en effet la plus importante du pays et l'une des plus élevées du monde.
Ainsi, dans toute la zone du Pacifique, on a des valeurs d'écoulement situées entre 3 000 mm et 4 500 mm. (à l'exception du bassin du Río Patía). Les bassins fluviaux ayant le plus fort écoulement correspondent à celui du Río San Juan avec 4 500 mm, celui du Río Baudó avec 4 000 mm, et celui de l'Atrato avec 3 700 mm. Pour le bassin du Río Patía situé au sud de la zone et dont une partie importante du bassin est située dans la zone andine, les valeurs moyennes d'écoulement étaient de 950 mm dans la partie haute et 2 500 mm dans la partie basse du bassin.
Le Río San Juan est autre fleuve important de cette région. Long de 380 kilomètres, il a un petit bassin versant d'à peine 15 000 kilomètres carrés (moins que celui de l'Oise en France) ; mais il roule autant d'eau que le Rhin en fin de parcours.

### Bassin de l'Orénoque

Bassin de l'Orénoque (328000 km2).

L'étendue totale du bassin de l'Orénoque est de 957 000 km2. Il a une longueur de 2 900 km dont 1 930 navigables. Il délimite la frontière avec le Venezuela sur 420 km.
Le Río Arauca a plus ou moins 1 000 km de long, dont 510 sont navigables. Il détermine la frontière avec le Venezuela sur 400 km. La superficie colombienne de son bassin est de 8 000 km2.
Le Río Meta est l'affluent colombien le plus important de l'Orénoque. Il a une longueur de 1 200 km, dont 900 sont navigables. Il a une grande importance pour le commerce avec le Venezuela via le cours de l'Orénoque. Son bassin versant a une surface de 112 000 km2.
Le Río Vichada a plus ou moins 700 km de long, dont 450 sont navigables. Son bassin versant a une surface de 26 000 km2.
Le Río Guaviare est l'affluent colombien le plus long et le plus abondant de l'Orénoque. Il a une longueur de 1 350 km, dont 620 seulement sont navigables pour de petites embarcations (il présente en effet des rapides). Son cours d'orientation ouest-est détermine grosso modo la limite entre la région des llanos au nord et celle de la forêt amazonienne au sud. La superficie de son bassin versant est de 140 000 km2.
Son important débit de plus de 8 000 m3/s est plus élevé que celui du Danube.
On y trouve également les surales, qui s'étendent sur 75 000 km2. Il s'agit de formations paysagères créées par des vers de terre géants.

### Bassin de l'Amazone

Bassin de l'Amazone (345000 km2).

L'Amazone est le fleuve le plus important au monde; il est aussi le plus long et celui qui comporte le plus important réseau navigable de la planète (non moins de 100 000 km). La Colombie possède une fenêtre de 116 km de large sur la rive nord du fleuve, y compris un port fluvial, Leticia, cela au niveau du trapèze amazonien, dans le département d'Amazonas.
Citons les principaux affluents de l'Amazone coulant en territoire colombien.
Le Río Negro ou Guainía a plus de 2 300 km de long et se jette dans l'Amazone près de Manaus au Brésil. Là, son débit est énorme (plus de 30 000 m3/s, plus de dix fois le volume du Nil et presque autant que le fleuve Congo, second gros débit de la planète). Il a donné son nom au département de Guainía.
Le Río Vaupés a environ 1 000 km de long et est formé de la réunion des Ríos Unilla et Itilla. Il est navigable sur tout son parcours et constitue l'affluent principal du Río Guainía
Le Río Caquetá a 2 200 km de long dont 1 200 en Colombie et 1 700 navigables (parfois entrecoupés de rapides). Il naît dans les Andes au niveau du massif colombien. Au Brésil, on lui donne le nom de Rio Japurá. Il a des affluents importants comme le Río Apaporís, le Río Caguán et le Río Orteguaza.
Le Río Putumayo, qui donne lui aussi son nom à un département colombien, est surtout une rivière frontalière. Il constitue partiellement la frontière avec l'Équateur et presque totalement avec le Pérou. Né dans le nœud de los Pastos, il a une longueur approximative de 2 000 km, dont non moins de 1 650 sont navigables. Il parcourt 1 200 km en Colombie et le reste au Brésil.

### Bassin du lac Maracaíbo

Bassin du lac Maracaíbo (18700 km2).

C'est un petit bassin formé de plusieurs cours d'eau dont les eaux coulent vers le lac Maracaíbo au Venezuela, et donc vers la mer Caraïbe. On distingue :
Le río Catatumbo (partie colombienne du bassin : 7 300 km2)
Le río Zulia (partie colombienne : 4 800 km2)
Le río Sardinata (3 400 km2)
Autres rivières mineures (3 200 km2)

## Géographie humaine

### Géographie politique

Départements de la Colombie.

Municipalités de Colombie.

Selon la Constitution de 1991, la Colombie est divisée en 32 départements et un unique distrito capital, Bogota. L'échelon inférieur est constitué d'approximativement 1 123 municipios dont font partie le distrito capital et les districts spéciaux de Barranquilla, Cartagena, Santa Marta et Buenaventura.
| #  | Departement  | Chef-lieu             |
| -- | ------------ | --------------------- |
| 1  | Amazonas     | Leticia               |
| 2  | Antioquia    | Medellín              |
| 3  | Arauca       | Arauca                |
| 4  | Atlántico    | Barranquilla          |
| 5  | Bolívar      | Cartagena             |
| 6  | Boyacá       | Tunja                 |
| 7  | Caldas       | Manizales             |
| 8  | Caquetá      | Florencia             |
| 9  | Casanare     | Yopal                 |
| 10 | Cauca        | Popayán               |
| 11 | Cesar        | Valledupar            |
| 12 | Chocó        | Quibdó                |
| 13 | Córdoba      | Montería              |
| 14 | Cundinamarca | Bogota                |
| 15 | Guainía      | Inírida               |
| 16 | Guaviare     | San José del Guaviare |
| 17 | Huila        | Neiva                 |

| #                | Departement              | Chef-lieu      |
| ---------------- | ------------------------ | -------------- |
| 18               | La Guajira               | Riohacha       |
| 19               | Magdalena                | Santa Marta    |
| 20               | Meta                     | Villavicencio  |
| 21               | Nariño                   | Pasto          |
| 22               | Norte de Santander       | Cúcuta         |
| 23               | Putumayo                 | Mocoa          |
| 24               | Quindío                  | Armenia        |
| 25               | Risaralda                | Pereira        |
| 26               | San Andrés y Providencia | San Andrés     |
| 27               | Santander                | Bucaramanga    |
| 28               | Sucre                    | Sincelejo      |
| 29               | Tolima                   | Ibagué         |
| 30               | Valle del Cauca          | Cali           |
| 31               | Vaupés                   | Mitú           |
| 32               | Vichada                  | Puerto Carreño |
| Distrito Capital |                          |                |
|                  | Bogota                   |                |

### Villes importantes

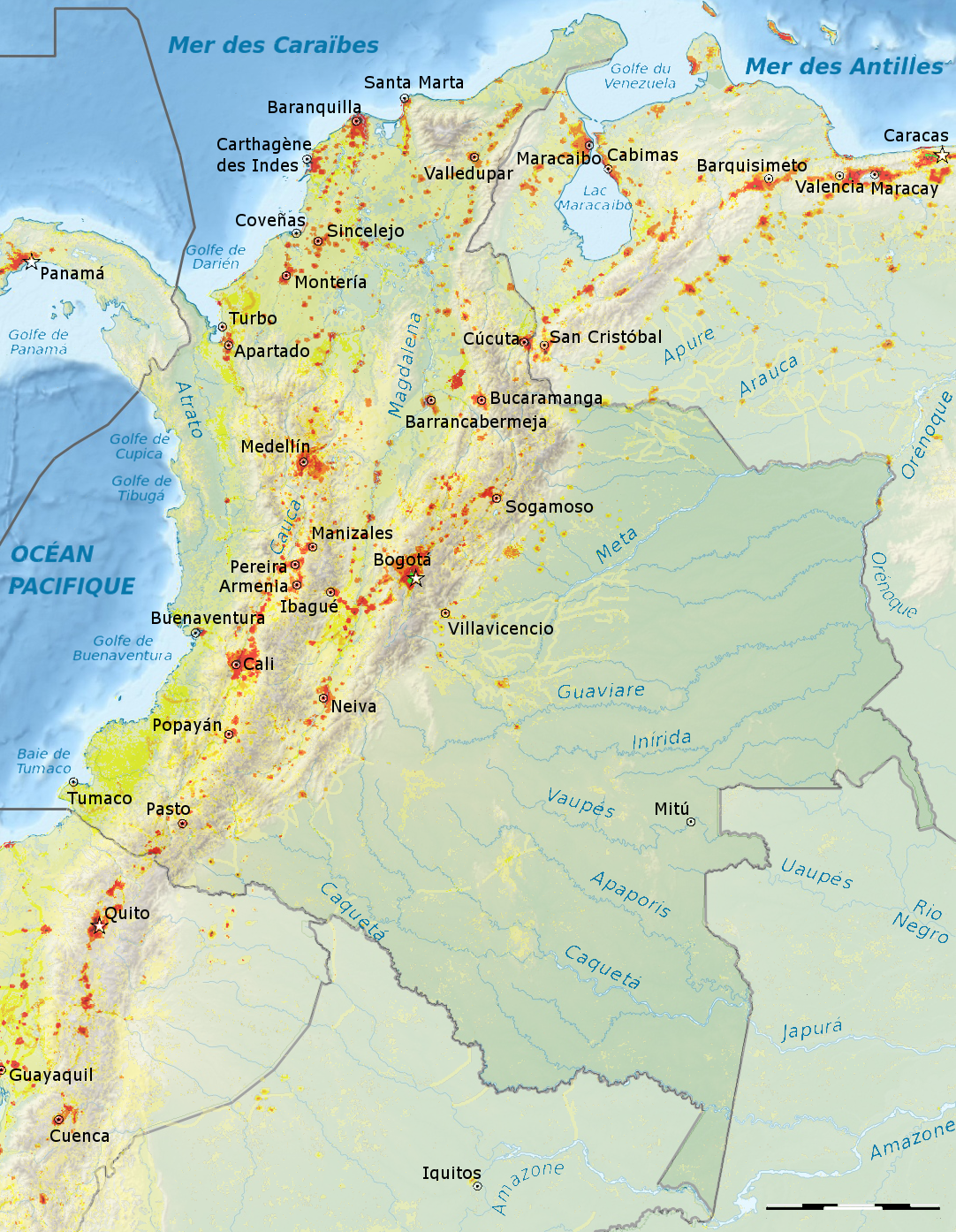
Densité de population en Colombie (2007).

Le tableau réduit ci-dessous focalise sur les 13 plus fortes augmentations de la population des villes principales de Colombie, durant les trois dernières décennies :
| Ville         | Habitants 1972 (Recensement) | Habitants (Dernière estimation) |                               |
| ------------- | ---------------------------- | ------------------------------- | ----------------------------- |
| Bogota        | 2 818 300                    | 7 342 569                       | District fédéral seul en 2010 |
| Medellín      | 1 207 800                    | 2 352 491                       | Municipalité seule en 2010    |
| Cali          | 1 022 200                    | 2 222 724                       | Municipalité seule en 2010    |
| Barranquilla  | 693 900                      | 1 144 706                       | Municipalité seule en 2010    |
| Carthagène    | 347 600                      | 914 486                         | Municipalité seule en 2010    |
| Cúcuta        | 248 900                      | 603 816                         | Municipalité seule en 2010    |
| Soledad       |                              | 569 816                         | Municipalité seule en 2010    |
| Bucaramanga   | 347 400                      | 521 564                         | Municipalité seule en 2010    |
| Ibagué        | 218 600                      | 500 990                         |                               |
| Soacha        |                              | 475 540                         | Municipalité seule en 2010    |
| Santa Marta   | 165 500                      | 441 176                         | Municipalité seulement        |
| Villavicencio |                              | 413 268                         | Municipalité seule en 2010    |
| Pereira       |                              | 391 837                         |                               |
| Bello         |                              | 390 203                         | En 2010                       |

## Biodiversité

### Faune
La Colombie est le pays avec le plus d’espèces différentes au monde après Madagascar et le Brésil. Et le premier pays quant à la diversité d’oiseaux avec plus de 1 700 espèces dont les plus fréquents sont les condors, les vautours, les toucans, les perroquets, les cigognes et les colibris. Cela est dû à la diversité de la topographie et aux différents climats présents dont le climat tropical humide. On compte également quelque 165 000 espèces de papillons, plusieurs sortes de reptiles, de batraciens et de poissons tropicaux. Quant aux mammifères, comme dans la plupart des pays d’Amérique du Sud, sont présents de grands mammifères tels que le jaguar, le puma, le tapir, le pécari, le paresseux, le tatou ainsi que plusieurs espèces de singes et de cerfs.

### Flore
Pour ce qui est de la flore on dénombre environ 130 000 espèces de plantes, dont la moitié serait endémique, et 50 000 espèces de fleurs dont environ 3 000 d’orchidées; elle est considérée comme la fleur nationale. Le gouvernement colombien protège cette biodiversité exceptionnelle dans plus de 30 parcs nationaux et douze réserves naturelles pour un total de 9 millions d’hectares.

### Protection
Les aires protégées de Colombie sont gérées par le Sistema Nacional de Áreas Protegidas ou SINAP (en français Système National de Zones Protégées). En 2008, la Colombie comptait 58 parcs nationaux naturels couvrant environ 12 579 081 hectares et représentant plus de 10 % de la superficie du pays.

## Statistiques
- Population : 44 831 434 hab. (en 2005)
- Densité : 35 hab./km2
- Frontières terrestres : 6 004 km (Venezuela : 2 050 km ; Brésil : 1 643 km ; Pérou : 1 496 km ; Équateur : 590 km ; Panama : 225 km)
- Littoral : 3 208 km
- Altitudes extrêmes : 0 m > + 5 775 m
- Espérance de vie des hommes : 67 ans (en 2001)
- Espérance de vie des femmes : 75 ans (en 2001)
- Taux de croissance de la pop. : 1,64 % (en 2001)
- Taux de natalité : 22,41 ‰ (en 2001)
- Taux de mortalité : 5,69 ‰ (en 2001)
- Taux de mortalité infantile : 23,96 ‰ (en 2001)
- Taux de fécondité : 2,7 enfants/femme (en 2001)
- Taux de migration : - 0,33 ‰ (en 2001)
- Indépendance : 20 juillet 1810 (ancienne colonie espagnole)
- Lignes téléphoniques : 7,767 millions (en 2004)
- Téléphones portables : 10,4 millions (en 2004)
- Postes de radio : 21 millions (en 1997)
- Postes de télévision : 4,6 millions (en 1997)
- Utilisateurs d'Internet : 3 585 688 (en 2004)
- Nombre de fournisseurs d'accès Internet : 18 (en 2000)
- Routes : 110 000 km (dont 26 000 km goudronnés) (en 2000)
- Voies ferrées : 3 304 km (en 2000)
- Voies navigables : 18 140 km (en 1996)
- Nombre d'aéroports : 1 081 (dont 100 avec des pistes goudronnées) (en 2005)

### Sources
- Hydrographie de la Colombie (en espagnol et en anglais)
- Description des cours d'eau du versant Pacifique (en espagnol)
- Ressources en eau de la Colombie - données FAO - feuille Excel